# Macbeth (Nesbø)
Pour les articles homonymes, voir Macbeth.
Macbeth est un roman policier norvégien de Jo Nesbø, publié en 2018 en norvégien par les éditions Aschehoug, et en français par les éditions Gallimard en 2018.

## Trame narrative
Ce roman noir est une réécriture, sous forme de dystopie destinée à un public contemporain, de Macbeth, la célèbre tragédie de Shakespeare. L'ouvrage est une partie du Projet Hogarth Shakespeare (en), visant à revitaliser l'audience de Shakespeare.
Le roman commence par une scène dans la zone portuaire d'une ville (écossaise ?), sans nom, au bord de la Fife, bien loin de la capitale (anglaise ?), "Capitol". La ville est dévastée par la crise, les usines ont fermé, ces « cathédrales pillées du capitalisme dans une ville de non-pratiquants et d’infidèles » (p. 12). La gare est abandonnée, il reste la grosse Bertha (Birnam), la locomotive emblématique, et une partie de la gare a été transformée en "Casino Inverness" par Lady. L'action peut se dérouler dans les années 1970, le début des Piteuses, sans les moyens technologiques des années 2000.
L’ancien préfet de police, Kenneth, a tenu la ville 25 ans de sa poigne de fer, a vu passer beaucoup de maires, et laissé passer de trop nombreux arrangements. Le maire actuel, Tourtell, a nommé, pour le remplacer, Duncan, fils de Duncan, et ce nouveau démocrate ravit la population, et du moins son porte-parole, Walt Kite, à la radio. 
La police, réorganisée en écartant des éléments trop compromis, espère pouvoir faire son travail, dans l'intérêt de tous.
Duff est devenu inspecteur principal de la Brigade des Stups.
Macbeth dirige la brigade d'élite, la Garde, et apprécierait qu'on lui attribue une mitrailleuse Gatling ou deux (sans doute de type minigun), pour contrer l'armement des délinquants.
Cawdor reste l’inspecteur principal de la Brigade des Gangs.
La délinquance, c'est dans le cas présent Sweno et ses Norse Riders : 13 motos et 13 blousons qui attendent une livraison du bateau soviétique Leningrad, sous la forme d'un camion ZiS-5 plein de 4,5 tonnes d'amphétamines, du « speed soviétique », susceptible de porter tort au commerce de « bouillon », la drogue de synthèse de l’autre grand patron, Hécate, « la Main noire ».
Hécate a laissé passer l’information vers Duff et vers Macbeth, sur son « digne concurrent », au nom de la libre concurrence bien comprise.
Hécate invite Krug Bonus à assister à cette livraison préparée.
L'équipe de Duff intervient, sans avoir informé sa hiérarchie ni la Garde. 
La Garde de Macbeth est prête à intervenir, en second, et sans prévenir Duff.
Et, justement, cela tourne mal... 
Un policier est pris en otage, le camion disparaît, la Garde intervient, la police poursuit le camion, l'envoie en mer, avant qu'il ne passe la limite de leur district, Duff et Macbeth poursuivent et abattent deux Norse Riders, puis déguisés rejoignent le gang, dont ils blessent de nombreux membres.
Duncan décide de nommer Macbeth chef de la nouvelle Brigade du crime organisé, poste qu'espérait Duff, et, même si Sweno a pu s'échapper, de fêter la réussite chez Lady et d'y passer la nuit. Et tout s'accélère...
Macbeth et Duff sont des amis depuis l'orphelinat.
Macbeth a été sauvé de la drogue par Malcolm.
Hecate déclare à Strega : « la seule chose qui soit plus prévisible qu'un toxicomane ou un moraliste, c'est un toxicomane moraliste amoureux »(p. 112).

## Personnages
Certains personnages sont démarqués des personnages du drame shakespearien : 
- Macbeth, Lady Macbeth, Banquo
- Hécate, Les trois sorcières (en)
- Fléance (en), Siward (en)
- Roi Duncan, Malcolm (en)
- Macduff (en), Lady Macduff (en),  Macduff fils (en)

Dans l'adaptation en thriller, pour la première partie, les personnages sont :
- Tourtell, maire de la ville
- Kenneth, préfet de police pendant 25 ans, récemment décédé, à bilan très contesté
- Priscilla, secrétaire du préfet de police
- Duncan, nouveau préfet de police, démocrate
  - et ses deux gardes du corps, Andrianov et Hennessy
- Malcolm, préfet de police adjoint, veuf, et sa fille Julia, suicidé par noyade
- Lennox, chef de la Brigade anti-corruption, roux, à moitié albinos
- Cawdor, inspecteur principal de la Brigade des Gangs,
- Duff, inspecteur principal de la Brigade des Stups, puis de la Crim
  - ses collègues, Seyton, Siward
  - son épouse Meredith, leurs enfants, Emilie, Ewan (9 ans)
- Macbeth, inspecteur principal, chef de la Garde, police d'élite
  - Banquo, second de Macbeth
  - ses agents, Olafson, Angus, Ricardo
    - Vera, sa compagne, rencontrée à la bijouterie Jacobs & Fils, morte de la pollution
    - Fleance, leur fils, désormais à l'école de police
- Caithness, directrice de la Police technique et scientifique
- Lady, créatrice et directrice du Casino Inverness
  - son personnel : Jack
  - ses concurrents de "l'Obélisque"
- Hecate, le lion, son bouillon
  - Strega et ses deux sœurs
  - ses employés
- Krug, alias Bonus
- Sweno, chef du gang des "Norse Riders", qui tiennent le marché de la drogue, motards et tueurs de flics
  - Le Sergent, Colin, Sean, Joao et les autres
- Walt Kite, journaliste de la radio de la ville, porte-parole de la population

## Éditions
- Macbeth, Gallimard, coll. « Série noire », 2018 ((no) Macbeth, 2018), trad. Céline Romand-Monnier, 618 p.  (ISBN 978-2-0727-8605-1)

## Accueil
Le public francophone apprécie cette réinterprétation du grand thriller sur les luttes de pouvoir, : « Jo Nesbo et William Shakespeare, frères de sang ».
« Un vrai grand thriller, vengeance, ambitions assassines, trahisons, loyautés absurdes, suspense, rebondissements à toutes les pages dans une atmosphère suffocante de fin du monde, avec ce supplément d’âme des grands textes qui parviennent au cœur de l’humain et de ses failles pouvant se muer en force ou devenir le tombeau des vanités » : « quelque chose qui est pourri dans la cité dont Macbeth est le chef de la Garde, mais l’ensemble qui fleure bon la décomposition post-industrielle ».